# Goplanie
Niektóre z zamieszczonych tu informacji wymagają weryfikacji.
Dokładniejsze informacje o tym, co należy poprawić, być może znajdują się w dyskusji tego artykułu.
 Po wyeliminowaniu niedoskonałości należy usunąć szablon [[Szablon:Dopracować|]] z tego artykułu.
Goplanie – hipotetyczne plemię słowiańskie zamieszkujące najprawdopodobniej okolice Pojezierza Wielkopolskiego i jeziora Gopło na Kujawach.
Kraj Goplan nazywano zapewne Gopłami, a słowo to oznaczało błotniste, podmokłe tereny obfitujące w grzęzawiska.
Geograf Bawarski podaje (844–845), że Goplanie (Glopeani) mieli w pierwszej połowie IX w. 400 grodów.
Lokalizacja Glopeani nad Gopłem powstała w wyniku zasugerowania się badaczy przekazami z Kroniki wielkopolskiej umiejscawiającymi pierwotną stolicę Polan w Kruszwicy oraz faktem, że Geograf Bawarski Polan nie wymienił w swym spisie. Na tej podstawie przypuszcza się, że Goplanie panowali wówczas nad Polanami i Gnieznem, natomiast ich władca Popiel bądź Pąpil był naczelnikiem Goplan, obalonym przez Polan na drodze przewrotu. Na tronie, niezależnego już od Goplan, Gniezna zasiadł syn Piasta lub Pazta – Siemowit. Przeciwko tej hipotezie mogłoby świadczyć to, że przekaz Galla Anonima umiejscawia Popiela i cały "przewrót" w Gnieźnie, jednak wyniki badań dendrochronologicznych datują powstanie grodu gnieźnieńskiego na 940-941 rok, a powstanie grodu kruszwickiego na lata 975-999, co czyni tę wersję nieprawdopodobną.
Jest hipoteza Gerarda Labudy, że jednostka ponadplemienna posiadająca 400 grodów nie mogła zniknąć nagle ze sceny dziejowej i że pod nazwą Goplan (i Glopeani) faktycznie ukrywają się Polanie.
Dane archeologiczne są niejednoznaczne. Potwierdzają co prawda istnienie potężnego centrum osadniczego na Kujawach w okolicach Gopła, jednak wykopaliska w Kruszwicy nie potwierdziły istnienia tam w VIII-IX wieku potężnego ośrodka grodowo-plemiennego (rolę ośrodka plemiennego pełnił w tym okresie pobliski gród w Mietlicy). Po Goplanach kujawskich nie pozostał żaden uchwytny ślad w nazewnictwie miejscowym.
Badania archeologiczne przeprowadzone na przełomie XX i XXI w. nie potwierdzają istnienia samodzielnego plemienia w rejonie Gopła, a nadgoplańskie skupisko osadnicze (z centrum grodowym w Mietlicy) uważają za część plemienia zajmującego Wysoczyznę Gnieźnieńksą (Goplanie?/ Polanie?/ Lestkowice?) i posiadającego swoje centrum kultowe na Górze Lecha.